# KV10
Ngôi mộ KV10 nằm trong Thung lũng của các vị Vua, Ai Cập, gần thành phố Luxor, đã được xây dựng và trang trí cho việc chôn cất của Pharaon Amenmesse của Vương triều 19 của Ai Cập Cổ đại. Tuy nhiên, không có bằng chứng nào cho rằng ông ta thực sự đã được chôn ở đây. Sau đó, những họa tiết trang trí đã thay thế với cảnh Takhat và Baketwernel hẹn hò.
Nó đã được viếng thăm bởi các nhà khảo cổ nổi tiếng Richard Pococke, Jean-François và Karl Richard Lepsius, và một sau thời gian ngắn nghiên cứu bởi Edward R. West - trước khi được kiểm tra bởi một đội từ trường đại học của Memphis, Hoa Kỳ dưới sự chỉ huy của Otto Schaden vào năm 1992.
|  |  |